# ルイ・ロデレール
ルイ・ロデレール (Champagne Louis Roederer) はフランスの世界有数なシャンパン製造会社、あるいは同社が製造するシャンパンのブランド名。創業年は1776年、最高級シャンパンで有名なクリスタルを有する。ワイン業界にも他業種が参入し巨大なカルテルが誕生するなか、1819年以来、一族による家族経営を守り通す稀少なシャンパンメゾンである。本社はランスにある。
ルイ・ロデレールでは214haもの広大な自社畑を所有しており、生産されるシャンパーニュのうち約2/3をこの自社葡萄によってまかなっている。

## ロデレール・グループ
ルイ・ロデレールは自社シャンパンの他にも世界の各地にワイナリーを展開し、有名シャトーを傘下に有する。
カリフォルニアにロデレール・エステート(Roederer Estate)、シャンパーニュ地方のドゥーツ(Deutz)、ポルトガルのラモス・ピント(Ramos Pinto)、プロヴァンスのドメーヌ・オット(Domaine Ott*)、ボルドーのシャトー・ド・ペズ(Châteaux de Pez)、ボルドーのオー・ボー・セジュール(Haut-Beauséjour)である。
そして2007年1月よりボルドーのポーイヤックのシャトー・ピション・ロングヴィル・コンテス・ドゥ・ラランド(Châteaux Pichon Longueville Comtesse de Lalande)、およびその傘下であるメドックのシャトー・ベルナドット(Bernadotte)を傘下に入れる。

## 歴史

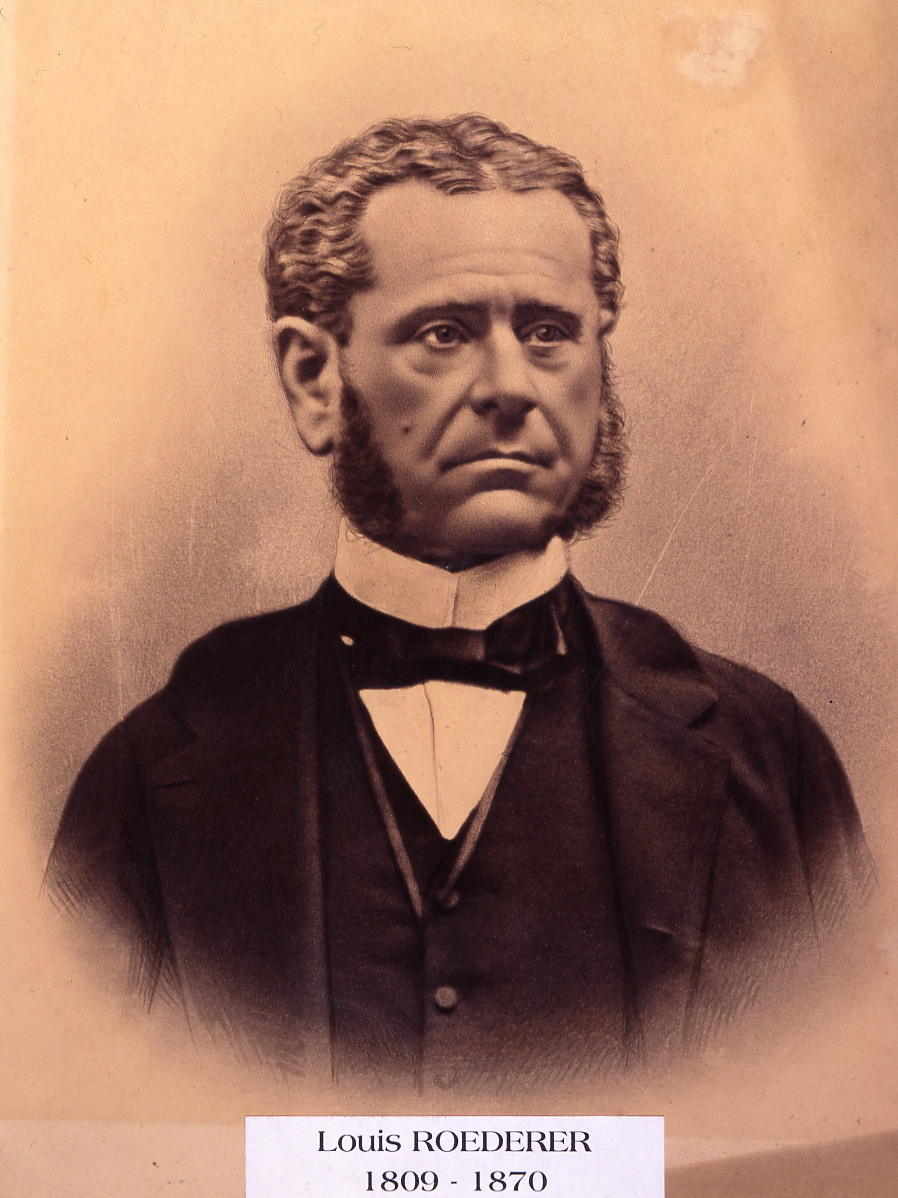
ルイ・ロデレール

- 1776年 - デュボワ親子によりシャンパンメゾンが創設される。後にニコラ・シュレッダーに売却される。
- 1827年 - ニコラ・シュレッダーの甥っ子であるルイ・ロデレール( 1809年生まれ)が、叔父の会社の共同経営者となる。
- 1833年 - ルイ・ロデレールがメゾンの経営を譲り受け、自らの名前を会社名とする。
- 1868年 - 年間250万本を海外に向け、特にロシアとアメリカ合衆国へ輸出する。
- 1870年 - ルイ・ロデレール父が息子のルイ・ロデレールⅡに経営を任せる。
- 1873年 - ロシア市場とロシア皇帝ツァーリへの需要が高く、シャンパンの輸出量は70万本にも上り、これはルイ・ロデレールの当時の生産量の約27％を占めていた。
- 1876年 - ロシア皇帝アレクサンドル2世の要求に応え、ツァーリのためのプレスティージュ・キュヴェ「クリスタル」を生産。
- 1880年 - ルイ・ロデレールⅡの妹、レオニー・オルリー・ロデレールが家業を継ぎ、続いて息子のレオン・オルリー・ロデレールが経営を継ぐ。
- 1917年 - ロシアにて十月革命が勃発したために一番の顧客であったロシア市場を無くす。
- 1932年 - レオン・オルリー・ロデレールが亡くなり、未亡人カミーユ・オルリー・ロデレールが1975年までの40年間、ルイ・ロデレールの唯一の経営者となる。
- 1975年 - カミーユの孫であるジャン・クロード・ルゾーが社長に就任する。シャンパン会社では珍しく醸造学の教育を受けた経営者で自社シャンパンの発展に自らが貢献。彼のダイナミックな手腕により、スパークリングワインのロデレール・エステートをカリフォルニアに造り、フランスでいくつかのシャトーも獲得し傘下に入れる。
- 2006年 - 1月1日より、カミーユの孫であり、ジャン・クロード・ルゾーの息子であるフレデリック・ルゾーが社長に就任する。

## 特徴

### 広大な自社畑を保有
保有する自社畑はネゴシアン・マニピュランで最大の214ha。シャンパーニュ地方のモンターニュ・ド・ランス、コート・デ・ブラン、ヴァレ・ド・ラ・マルヌの3地区からバランス良く、格付け95～100％の優良な畑のブドウを収穫し、生産量の約2/3をまかなっている。

### リザーヴ・ワイン
ルイ・ロデレールには150樽程のリザーヴワインが保管されている。 リザーヴワインとは、ノン・ヴィンテージシャンパーニュに混ぜるブレンド用ワインであり、味わいに複雑さや深みを出すことができるリザーヴワインはブレンドの要である。 ロデレールでは40もの異なるクリュからそれぞれ仕立てられた2～6年ものの リザーヴワインを樽ごと所有し、専用のセラーに貯蔵している。ロデレールのキュヴェの一つ、ブリュット・プルミエには贅沢にも90％もこのリザーヴ・ワインが使われている。
さらに出荷前に、瓶熟成の間に目減りした分を補う「門出のリキュール」も古い木製の大樽で最低でも5年熟成したものを使う。ルイ・ロデレールはリキュールワインを長期熟成させるただひとつのメゾンである。

## ブリュット・プルミエ
ルイ・ロデレールのクラシックなシャンパンであり、最も高度なブレンド技術を要するキュヴェである。セパージュ（葡萄品種）はシャルドネ 30％、ピノ・ノワール 50％、ピノ・ムニエ 20％。澱とともに3年間の熟成後、ブレンドの調和を最上にするためにさらに6ヶ月間熟成されるため、爽やかさと絶妙な繊細さのブリュット・プルミエが誕生する。4種のリザーブワインにより複雑性とコク、まろやかさが現れる。

## クリスタル
1833年、ルイ・ロデレールが叔父の会社を受け継ぐとき、自身の名前を会社名にし、次々と新たな市場開拓に乗り込む。最も需要の高かったロシアではツァーリ（皇帝）がルイ・ロデレールのシャンパンの虜となる。ツァーリのソムリエが毎年ランスを訪れ、ロデレールの醸造責任者と共にツァーリのための特別シャンパンを造ったという。
1876年、アレクサンドル2世はお気に入りであるロデレールのシャンパンボトルが並べた時にどれであるか区別をつけるために、底が分厚く、クリスタルで造られたボトルを特注した。これが今でも１世紀以上に渡りロデレールの代表的シャンパンとして、世界のプレステージ・キュヴェとして愛飲されているクリスタルの誕生話である。セパージュ（葡萄品種）は、シャルドネとピノ・ノワールの2種類のブレンドで、ブレンド比率は年毎に変動するが、平均して半々である。ロデレール社の畑から厳選した最良のクリュのみが使用される至高のシャンパンとして絶対なる地位を確立している。アタック（第一印象）は豊かで柔らか。優雅さと純粋さを追求したシャンパン。ルイ・ロデレールのオフィシャルサイトによると、現行品のクリスタルの味わいは、豊潤でパワフル、熟成により整えられたスタイルが繊細、シルクのような滑らかさで、赤い果実、ホワイトチョコレート、キャラメル、バターの風味が広がる。市場に売り出されているクリスタルには特徴的なイエローセロファンが巻かれており、これは透明なボトルを紫外線から守るためであり、商標登録されている。

### クリスタル不買運動
クリスタルは高級シャンパンとしてセレブに愛され、特にアメリカでは成功者の象徴とされてきた。そのため、ヒップホップのアーティストたちもミュージック・ビデオ（PV）の小道具として多用していたが、2006年にクリスタルの販売元であるLouis Roderer Cristal社のマネージング・ディレクター（役員）だったFrederic Rouzaudが、雑誌『The Economist』（2006年夏号）にて、ラッパー達がクリスタルを好むことに対し、「単なる物好き」、「その手の人々（黒人ラッパー）に好まれるのは本意でない」、「ドン・ペリニヨンやクリュッグならば、彼ら（黒人ラッパー）と一緒にビジネスをすることを喜ぶだろう」と語った。 これらの発言を人種差別的だとし、ジェイ・Zが自ら経営するスポーツBAR「40/40」にて、「クリスタルの取扱いを中止する。今後、高級シャンパンを求める顧客には、クリスタルの代わりにドン・ペリニヨン、クリュッグを提供していく」と発表。同時にヒップホップのアーティストたちの間で一気にクリスタル不買運動が広がった。 こうした動きを受け、問題発言を行ったFrederic Rouzaudは、「ルイ・ロデレール社は（創業の）1776年以来、全ての文化やアートに対してオープンで寛容な姿勢を取り続けることで存続してきたものであり、それは最新の音楽とファッションのスタイルであるヒップホップも含んでいる」とコメントし、人種差別的な意図は無かったと弁明したが、一度失った信頼を回復することは出来ず、クリスタルはミュージックビデオから姿を消した。以降、ヒップホップのPVでは、スペードのエースのマークをあしらった別の高級シャンパン「アルマン・ド・ブリニャック」が使用されるようになった。